# Saison 2016 de l'équipe cycliste AG2R La Mondiale
La saison 2016 de l'équipe cycliste AG2R La Mondiale est la vingt-cinquième de cette équipe, lancée en 1992 et dont le directeur général est Vincent Lavenu. En tant qu'équipe World Tour, l'équipe participe à l'ensemble du calendrier de l'UCI World Tour du Tour Down Under en janvier jusqu'au Tour de Lombardie en octobre. Parallèlement au World Tour, AG2R La Mondiale peut participer aux courses des circuits continentaux de cyclisme.

## Préparation de la saison 2016

### Sponsors et financement de l'équipe
L'équipe AG2R La Mondiale est une structure dépendant de la société France Cyclisme dirigée par Vincent Lavenu depuis sa création en 1992. Le principal sponsor de l'équipe, l'assureur AG2R La Mondiale, présent dans la structure depuis 1999, prolonge son engagement jusqu'en fin d'année 2020 en cours de saison.

### Arrivées et départs
Pour l'année 2016, l'équipe AG2R La Mondiale enregistre trois arrivées et trois départs. Le Colombien Carlos Betancur quitte la formation française dès le mois d'août 2015 avant de s'engager dans l'équipe Movistar en 2016. En raison de son contrôle antidopage positif, le Français Lloyd Mondory est licencié au cours de l'année 2015. Enfin, l'Italien Rinaldo Nocentini n'est pas conservé et signe pour la formation portugaise Sporting-Tavira.
Pour compenser ces départs, trois recrues intègrent l'effectif de la formation française. le Français François Bidard, coureur en 2015 de l'équipe réserve Chambéry CF puis stagiaire dans l'équipe AG2R La Mondiale à partir du mois d'août, paraphe en septembre un contrat de deux ans. Son compatriote Cyril Gautier (Europcar) et le Néo-Zélandais Jesse Sergent (Trek Factory Racing) sont les autres recrues de l'équipe. Gautier est engagé pour trois saisons, Sergent pour deux,.
| Arrivées        | Équipe 2015         |
| --------------- | ------------------- |
| François Bidard | Chambéry CF         |
| Cyril Gautier   | Europcar            |
| Jesse Sergent   | Trek Factory Racing |

| Départs           | Équipe 2016     |
| ----------------- | --------------- |
| Carlos Betancur   | Movistar        |
| Lloyd Mondory     | suspension      |
| Rinaldo Nocentini | Sporting-Tavira |

### Objectifs
L'équipe AG2R La Mondiale reçoit en décembre 2012 sa licence World Tour, renouvelée pour quatre ans, ce qui lui donne obligation de participer à l'ensemble des courses du calendrier du même nom. Pour l'édition 2016, la confirmation de l'obtention de cette licence est donnée par l'Union cycliste internationale (UCI) en novembre 2015.
Vincent Lavenu déclare en novembre 2015 que les courses à étapes et les classiques ardennaises sont les objectifs principaux de l'équipe dans la lignée des résultats obtenus dans les saisons précédentes sur ces épreuves. Pour le Tour de France, l'équipe s'articule autour de Romain Bardet qui doit bénéficier de l'aide de Domenico Pozzovivo pour figurer parmi les prétendants au podium. L'Italien vise également le Tour d'Italie en compagnie de Jean-Christophe Péraud. Alexis Vuillermoz est également attendu pour les classiques ardennaises. Sur ces courses, le chef de file annoncé de l'équipe pour Liège-Bastogne-Liège est Bardet, Vuillermoz étant de son côté attendu sur la Flèche wallonne.

## Déroulement de la saison

### Pré-saison et début de saison
Les coureurs se rassemblent pour la première fois en vue de préparer la saison 2016 en novembre 2015 à Vaujany pour un stage « de cohésion » comportant des activités physiques mais pas de cyclisme. 28 coureurs sont présents, Hugo Houle et Jesse Sergent étant absents. Un autre stage, basé cette fois sur l'entraînement, est organisé à Gandia en décembre.

## Coureurs et encadrement technique

### Effectif
| Cycliste               | Date de naissance | Nationalité      | Équipe 2015         |  |
| ---------------------- | ----------------- | ---------------- | ------------------- |  |
| Gediminas Bagdonas     | 26 décembre 1985  | Lituanie         | AG2R La Mondiale    |  |
| Jan Bakelants          | 14 février 1986   | Belgique         | AG2R La Mondiale    |  |
| Romain Bardet          | 9 novembre 1990   | France           | AG2R La Mondiale    |  |
| Julien Bérard          | 27 juillet 1987   | France           | AG2R La Mondiale    |  |
| François Bidard        | 19 mars 1992      | France           | Chambéry CF         |  |
| Guillaume Bonnafond    | 23 juin 1987      | France           | AG2R La Mondiale    |  |
| Mikaël Cherel          | 17 mars 1986      | France           | AG2R La Mondiale    |  |
| Maxime Daniel          | 5 juin 1991       | France           | AG2R La Mondiale    |  |
| Nico Denz              | 5 février 1994    | Allemagne        | AG2R La Mondiale    |  |
| Axel Domont            | 7 août 1990       | France           | AG2R La Mondiale    |  |
| Samuel Dumoulin        | 20 août 1980      | France           | AG2R La Mondiale    |  |
| Hubert Dupont          | 13 novembre 1980  | France           | AG2R La Mondiale    |  |
| Ben Gastauer           | 14 novembre 1987  | Luxembourg       | AG2R La Mondiale    |  |
| Damien Gaudin          | 20 août 1986      | France           | AG2R La Mondiale    |  |
| Cyril Gautier          | 26 septembre 1987 | France           | Europcar            |  |
| Alexis Gougeard        | 5 mars 1993       | France           | AG2R La Mondiale    |  |
| Patrick Gretsch        | 7 avril 1987      | Allemagne        | AG2R La Mondiale    |  |
| Hugo Houle             | 27 septembre 1990 | Canada           | AG2R La Mondiale    |  |
| Quentin Jauregui       | 22 avril 1994     | France           | AG2R La Mondiale    |  |
| Blel Kadri             | 3 septembre 1986  | France           | AG2R La Mondiale    |  |
| Pierre Latour          | 12 octobre 1993   | France           | AG2R La Mondiale    |  |
| Sébastien Minard       | 12 juin 1982      | France           | AG2R La Mondiale    |  |
| Matteo Montaguti       | 6 janvier 1984    | Italie           | AG2R La Mondiale    |  |
| Jean-Christophe Péraud | 22 mai 1977       | France           | AG2R La Mondiale    |  |
| Domenico Pozzovivo     | 30 novembre 1982  | Italie           | AG2R La Mondiale    |  |
| Christophe Riblon      | 17 janvier 1981   | France           | AG2R La Mondiale    |  |
| Jesse Sergent          | 8 juillet 1988    | Nouvelle-Zélande | Trek Factory Racing |  |
| Sébastien Turgot       | 11 avril 1984     | France           | AG2R La Mondiale    |  |
| Johan Vansummeren      | 4 février 1981    | Belgique         | AG2R La Mondiale    |  |
| Alexis Vuillermoz      | 1er juin 1988     | France           | AG2R La Mondiale    |  |
| Stagiaire              | Date de naissance | Nationalité      | Équipe 2016         |  |
| Benoît Cosnefroy       | 17 octobre 1995   | France           | Chambéry CF         |  |
| Étienne Fabre          | 5 août 1996       | France           | Chambéry CF         |  |
| Rémy Rochas            | 18 mai 1996       | France           | Chambéry CF         |  |

### Encadrement
AG2R La Mondiale a pour dirigeant historique Vincent Lavenu. Celui-ci, coureur professionnel de 1983 à 1991, est à la tête de la formation française depuis 1992 et la création de l'équipe qui portait alors le nom du sponsor Chazal, devenue à partir de 1996 Casino avant l'arrivée d'AG2R Prévoyance comme sponsor secondaire en 1999 puis principal à partir de 2000,. En novembre 2015, la direction de l'équipe voit arriver à sa tête Philippe Chevallier. Chevallier, coureur professionnel de 1982 à 1991, a travaillé entre 1995 et 2000 pour Amaury Sport Organisation avant de rejoindre ensuite l'Union cycliste internationale où il est notamment directeur du département sport et technique entre 2009 et mars 2015,. Cette réorganisation amène Lavenu à devenir directeur général de l'équipe et Chevallier directeur général délégué ou manager général. Chevallier explique être un adjoint de Lavenu bénéficiant d'« un pouvoir décisionnel », Lavenu se concentrant sur le secteur économique, Chevallier sur celui des ressources humaines.
Sous cette direction, quatre secteurs cohabitent. Le secteur sportif a à sa tête Laurent Biondi, Gilles Mas supervise le secteur assistance et kinésithérapie, Éric Bouvat est responsable du domaine médical et il existe également un responsable pour les mécaniciens.

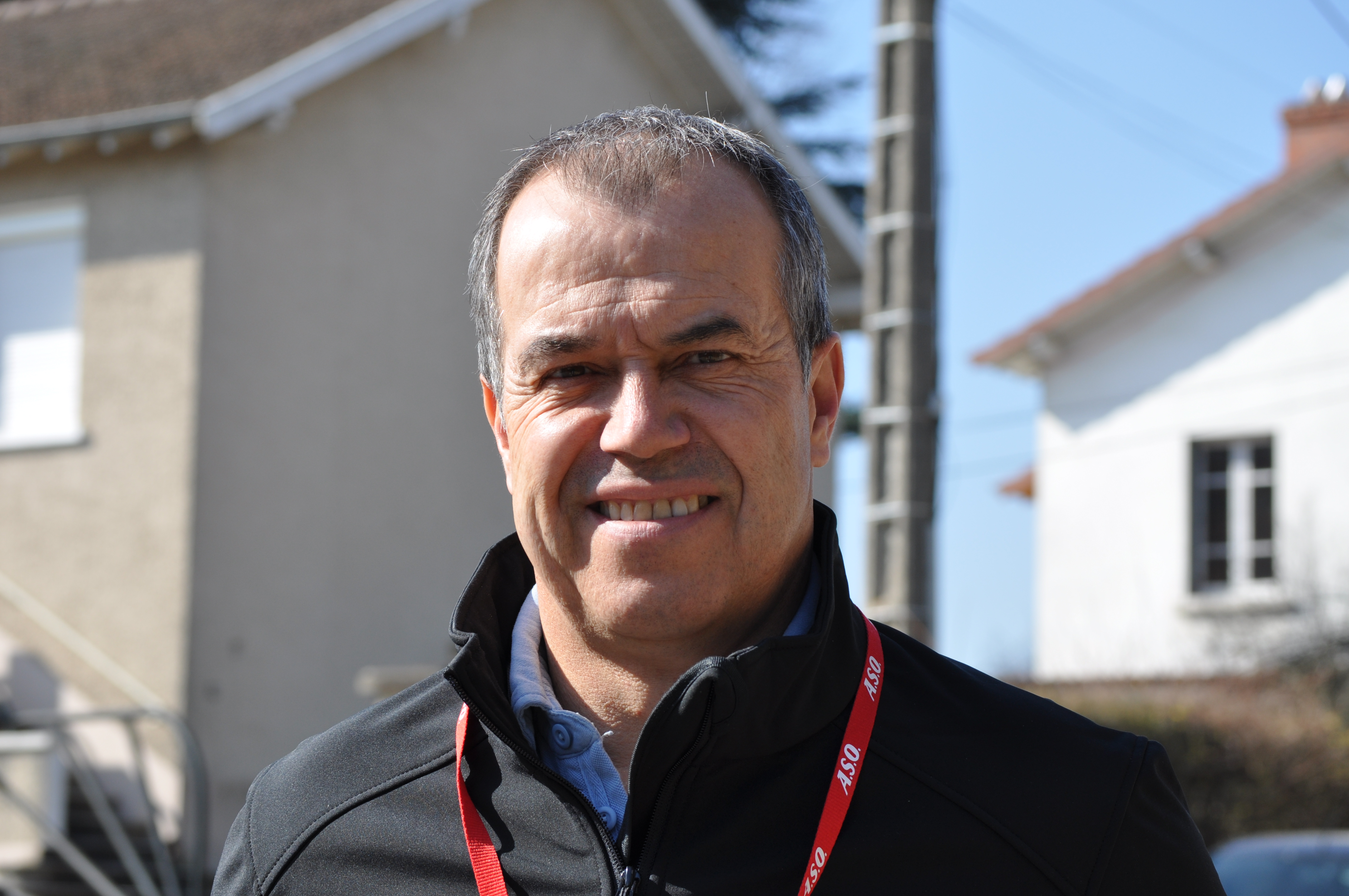
Vincent Lavenu.
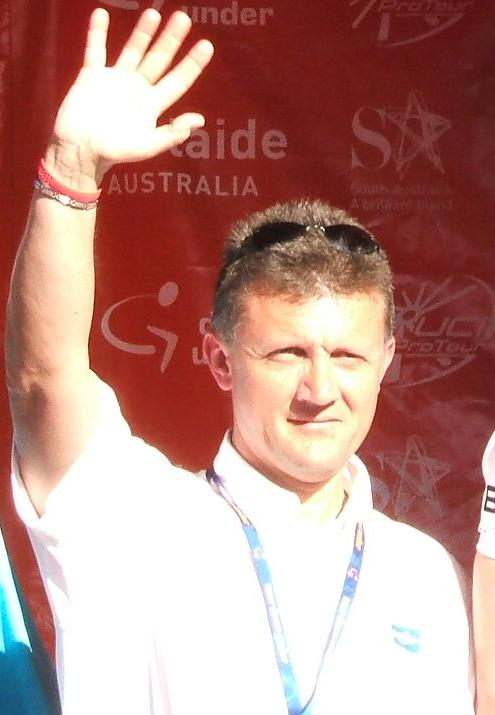
Laurent Biondi.
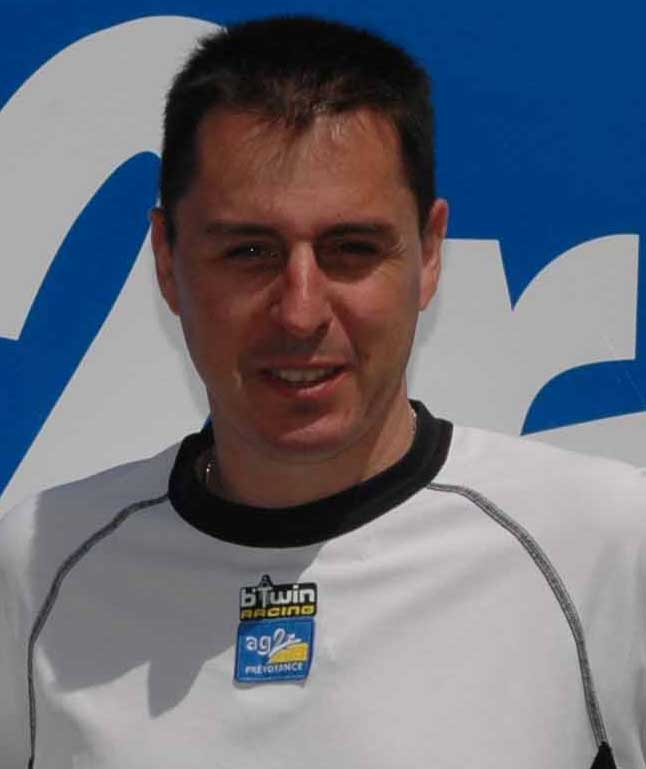
Gilles Mas.
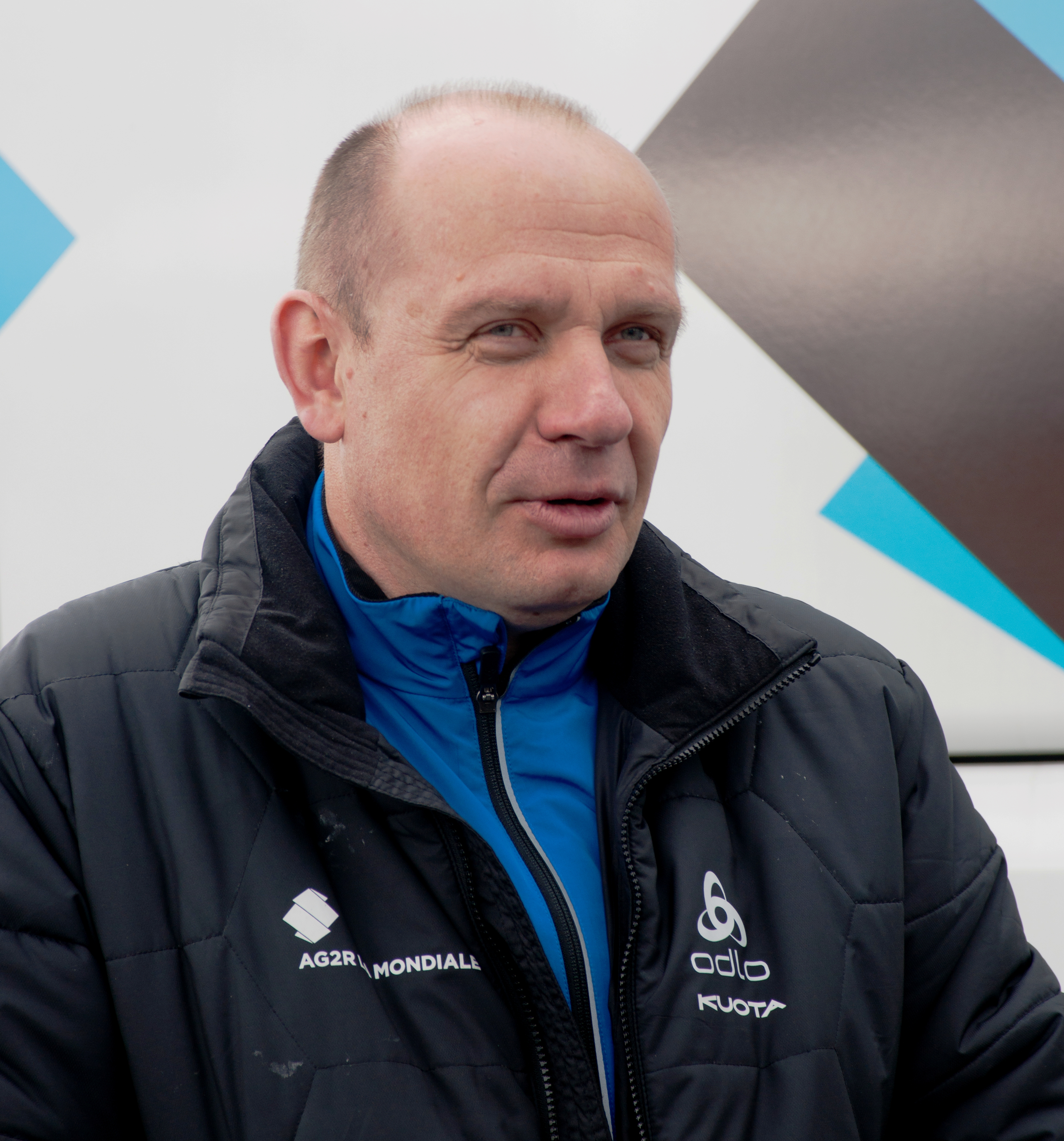
Artūras Kasputis.
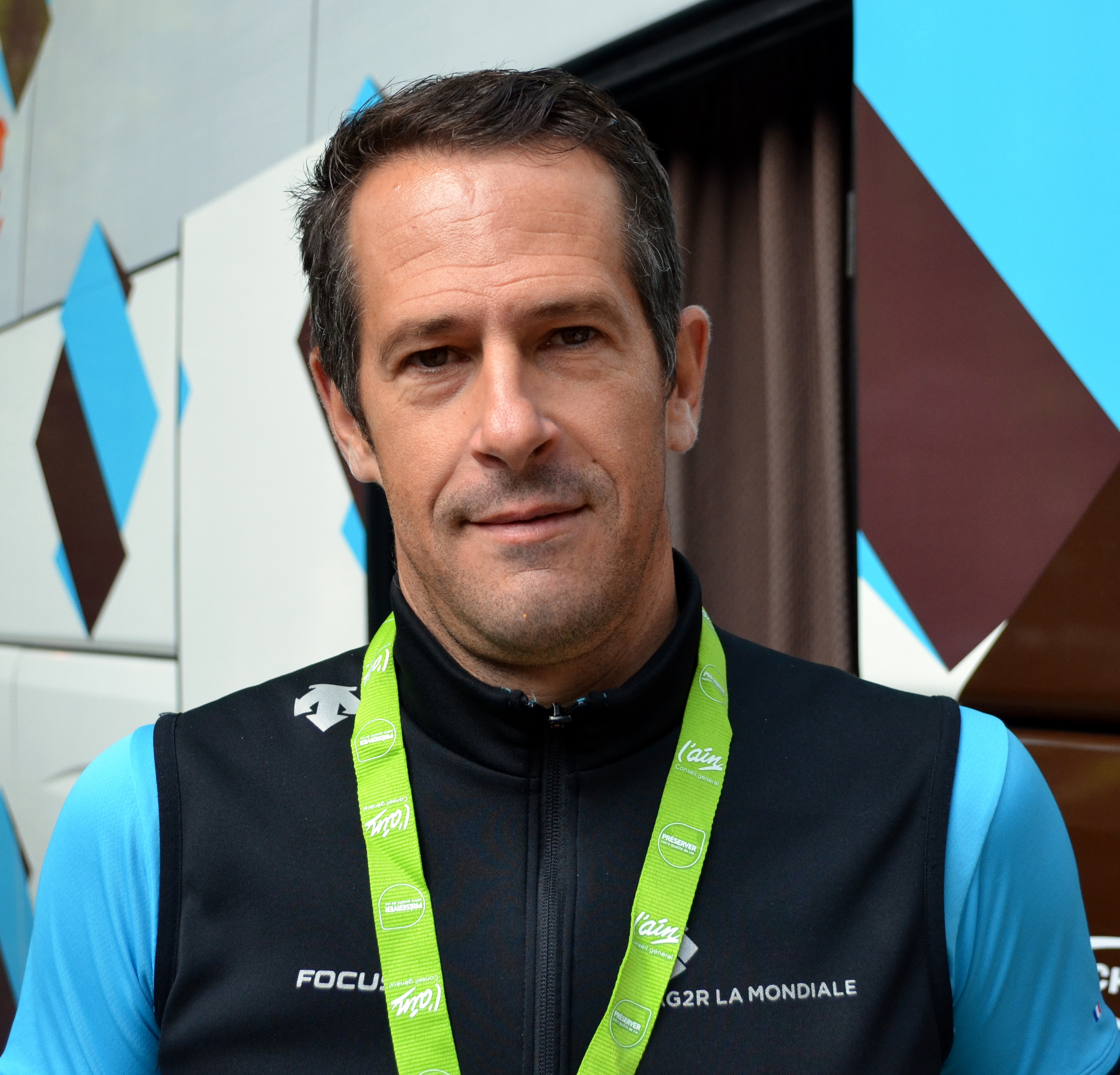
Julien Jurdie.
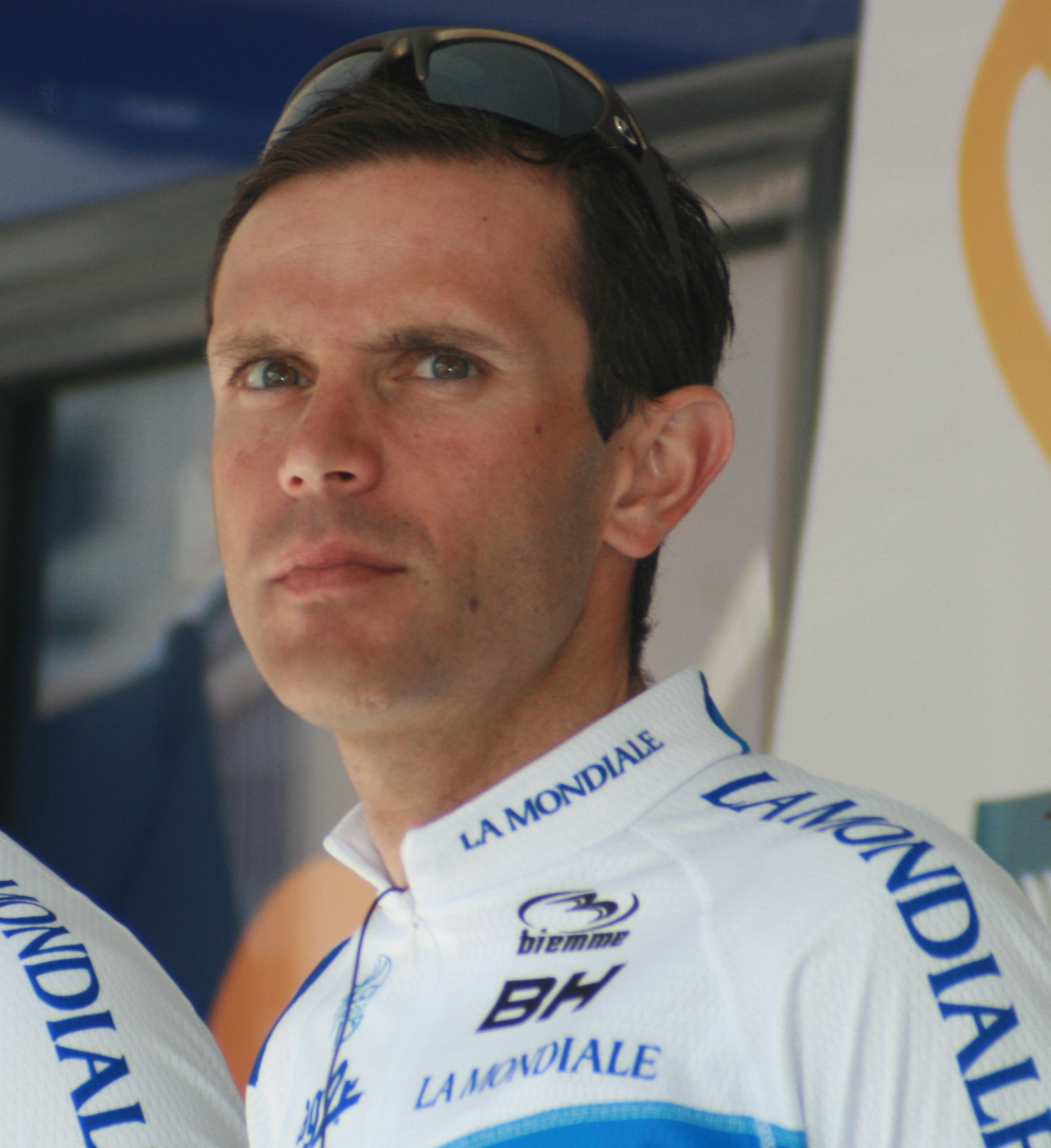
Stéphane Goubert.

## Bilan de la saison

### Victoires
| Date       | Course                          | Pays    | Classe | Vainqueur       |
| ---------- | ------------------------------- | ------- | ------ | --------------- |
| 14/02/2016 | 4e étape de La Méditerranéenne  | Italie  | 2.1    | Jan Bakelants   |
| 03/04/2016 | Paris-Camembert                 | France  | 1.1    | Cyril Gautier   |
| 24/04/2016 | Roue tourangelle                | France  | 1.1    | Samuel Dumoulin |
| 28/05/2016 | Grand Prix de Plumelec-Morbihan | France  | 1.1    | Samuel Dumoulin |
| 29/05/2016 | Boucles de l'Aulne              | France  | 1.1    | Samuel Dumoulin |
| 22/07/2016 | 19e étape du Tour de France     | France  | WT     | Romain Bardet   |
| 10/09/2016 | 20e étape du Tour d'Espagne     | Espagne | WT     | Pierre Latour   |
| 11/09/2016 | Tour du Doubs                   | France  | 1.1    | Samuel Dumoulin |

### Résultats sur les courses majeures
Les tableaux suivants représentent les résultats de l'équipe dans les principales courses du calendrier international (les cinq classiques majeures et les trois grands tours). Pour chaque épreuve est indiqué le meilleur coureur de l'équipe, son classement ainsi que les accessits glanés par AG2R La Mondiale sur les courses de trois semaines.

#### Classiques
| Classique            | Milan-San Remo         | Tour des Flandres   | Paris-Roubaix       | Liège-Bastogne-Liège | Tour de Lombardie  |
| -------------------- | ---------------------- | ------------------- | ------------------- | -------------------- | ------------------ |
| Coureur (classement) | Matteo Montaguti (13e) | Damien Gaudin (31e) | Maxime Daniel (28e) | Romain Bardet (13e)  | Romain Bardet (4e) |

#### Grands tours
| Grand tour           | Tour d'Italie       | Tour de France                     | Tour d'Espagne                     |
| -------------------- | ------------------- | ---------------------------------- | ---------------------------------- |
| Coureur (classement) | Hubert Dupont (11e) | Romain Bardet (2e)                 | Jean-Christophe Péraud (13e)       |
| Accessits            | -                   | 1 victoire d'étape (Romain Bardet) | 1 victoire d'étape (Pierre Latour) |

### Classement UCI
L'équipe AG2R La Mondiale termine à la treizième place du World Tour avec 482 points. Ce total est obtenu par l'addition des points des cinq meilleurs coureurs de l'équipe au classement individuel que sont Romain Bardet, 8e avec 374 points, Domenico Pozzovivo, 107e avec 32 points, Hubert Dupont, 108e avec 32 points, Pierre Latour, 119e avec 22 points, et Jean-Christophe Péraud, 120e avec 22 points,.
| Rang | Coureur                | Points |
| ---- | ---------------------- | ------ |
| 8    | Romain Bardet          | 374    |
| 107  | Domenico Pozzovivo     | 32     |
| 108  | Hubert Dupont          | 32     |
| 119  | Pierre Latour          | 22     |
| 120  | Jean-Christophe Péraud | 22     |
| 147  | Matteo Montaguti       | 12     |
| 153  | Alexis Vuillermoz      | 11     |
| 160  | Jan Bakelants          | 9      |
| 169  | Axel Domont            | 8      |
| 204  | Samuel Dumoulin        | 2      |
| 235  | Alexis Gougeard        | 1      |